# Pieve di San Bartolomeo a Leccia
La pieve di San Bartolomeo si trova in località La Leccia, nel comune di Castelnuovo di Val di Cecina, in provincia di Pisa.

## Descrizione
La chiesa del castello di Leccia, che ha mantenuto intatto il suo aspetto medievale, è ricordata nel 1275 come rettoria della  pieve di Morba. Ai primi del secolo XV risulta in possesso del fonte battesimale. Ha subito profonde modifiche che ne hanno alterato l'aspetto originario.
Al suo interno è custodita la tela raffigurante la Madonna del Libro, centro della devozione mariana nel territorio, attribuita a Matteo de' Gondi e qui trasportata nel 1958 dal suo santuario situato non lontano dal paese. Sul campanile a vela è collocata una campana dove è incisa la data del 1333, e una Madonna che allatta il Bambino, proveniente forse da un oratorio scomparso intitolato alla Madonna del Latte, che sorgeva vicino al paese, presso il corso del fiume Cornia nei pressi di una fonte detta del Latte, tuttora esistente.